# قلعه پیر قنبر
بقایای قلعه پیر قنبر مربوط به دوره ساسانیان است و در شهرستان خرم بید، بخش مشهد مرغاب، کوه پیر قنبر واقع شده و این اثر در تاریخ ۷ اسفند ۱۳۸۶ با شمارهٔ ثبت ۲۱۴۲۲ به‌عنوان یکی از آثار ملی ایران به ثبت رسیده‌است.